# Castejón (Castiglia-La Mancia)
Castejón è un comune spagnolo di 158 abitanti situato nella comunità autonoma di Castiglia-La Mancia.